# Championnats panaméricains d'escrime 2007
Navigation
Édition précédente Édition suivante
Les 2es championnats panaméricains d'escrime se déroulent à Montréal au Canada du 27 au 31 août 2007.

## Médaillés
| Épreuves                               | Or                      | Argent            | Bronze                              |
| -------------------------------------- | ----------------------- | ----------------- | ----------------------------------- |
| Épée                                   |                         |                   |                                     |
| Hommes individuel résultats détaillés  | Silvio Fernández        | Weston Kelsey     | Cody Mattern Paris Inostroza        |
| Hommes par équipes résultats détaillés | Canada                  | Venezuela         | États-Unis                          |
| Femmes individuel résultats détaillés  | Catherine Dunnette (en) | Kelley Hurley     | Courtney Hurley Sherraine Schalm    |
| Femmes par équipes résultats détaillés | Canada                  | États-Unis        | Venezuela                           |
| Fleuret                                |                         |                   |                                     |
| Hommes individuel résultats détaillés  | Gerek Meinhardt         | Joshua McGuire    | Jonathan Tiomkin Nicholas Teisseire |
| Hommes par équipes résultats détaillés | Canada                  | États-Unis        | Brésil                              |
| Femmes individuel résultats détaillés  | Hanna Thompson          | Erinn Smart       | Emily Cross Luan Jujie              |
| Femmes par équipes résultats détaillés | États-Unis              | Venezuela         | Canada                              |
| Sabre                                  |                         |                   |                                     |
| Hommes individuel résultats détaillés  | Keeth Smart             | Timothy Morehouse | Carlos Bravo Jason Rogers           |
| Hommes par équipes résultats détaillés | États-Unis              | Canada            | Venezuela                           |
| Femmes individuel résultats détaillés  | Rebecca Ward            | Sada Jacobson     | Sandra Sassine Mariel Zagunis       |
| Femmes par équipes résultats détaillés | États-Unis              | Canada            | Venezuela                           |

## Tableau des médailles
| Rang  | Nation     | Or | Argent | Bronze | Total |
| ----- | ---------- | -- | ------ | ------ | ----- |
| 1     | États-Unis | 7  | 7      | 7      | 21    |
| 2     | Canada     | 4  | 3      | 5      | 12    |
| 3     | Venezuela  | 1  | 2      | 4      | 7     |
| 4     | Brésil     | 0  | 0      | 1      | 1     |
| 4     | Chili      | 0  | 0      | 1      | 1     |
| Total | Total      | 12 | 12     | 18     | 42    |